# Anaglyptus marmoratus
Anaglyptus marmoratus là một loài bọ cánh cứng trong họ Cerambycidae.